# لته‌چقاصیادیان
لته‌چقاصیادیان، روستایی از توابع بخش گوار شهرستان گیلانغرب در استان کرمانشاه ایران است.

## جمعیت
این روستا در دهستان گوآور قرار دارد و براساس سرشماری مرکز آمار ایران در سال ۱۳۸۵، جمعیت آن ۷۳۷ نفر (۱۳۴خانوار) بوده‌است.